# Zooschweiz

Logo von ZooSchweiz

Unter dem Namen Zooschweiz besteht eine Vereinigung der wissenschaftlich geleiteten Zoos in der Schweiz. Sämtliche Mitgliedsinstitutionen stehen unter der Leitung von Wissenschaftlern wie Biologen, Zoologen oder Veterinärmedizinern.
Zooschweiz ist eine regionale Vereinigung unter dem Dach der WAZA und hat folgende zehn Mitgliedsinstitutionen:
- Aquatis Lausanne
- Knies Kinderzoo Rapperswil (seit 2017[2])
- Natur- und Tierpark Goldau
- Papiliorama Kerzers
- Tierpark Dählhölzli (seit 2017)
- Walter Zoo Gossau
- Tierpark Langenberg
- Zoo la Garenne Le Vaud (seit 2017)
- Zoo Zürich
- Zoologischer Garten Basel

Die Vereinigung unterstützt Forschungsprojekte der Hochschulen, insbesondere der universitären Tierspitäler in Bern und Zürich. Neben der jährlichen Publikation von über 200 Forschungsarbeiten beteiligt sich die Vereinigung mit finanziellen Mitteln (rund 2,5 Millionen Schweizer Franken pro Jahr) und Knowhow für Naturschutzprojekte in weltweit über 20 Staaten. Zudem unterstützt die Vereinigung die Behörden der Kantone und des Bundes (zum Beispiel den Schweizer Zoll) mit Dienstleistungen wie Wildtierauffang- und Quarantänestationen.